# 臺南石鼎美古宅
22°59′44″N 120°11′56″E / 22.995545°N 120.198865°E
臺南石鼎美古宅位於臺南市中西區，是直轄市定古蹟。該建築目前為石家開基祖石時榮六世孫，國立成功大學歷史系教授石萬壽所居住:259。

## 沿革
石家開基祖石時榮是在清乾隆時從福建省泉州府同安縣（今廈門市和金門縣）移居臺灣府城（今臺南市），於林朝英所經營的元美號工作。後來他逐漸升遷，並獨立開了一家「榮盛號」。之後因要上京就職，林朝英便結束了元美號的營業，並將元美號的客戶轉給石時榮，而石時榮為感謝林朝英提拔之恩，遂將店名改為「鼎美」，即「鼎承元美」之意。後來石時榮經營糖米買賣有成:260，成為府城三郊之董事，且身有官銜二品，在當時地位崇高，僅次於太子太保王得祿。
道光二十三年（1843年），石時榮因四子石耀宗連中秀才、舉人，便於府城大西門外南河街南興建一棟有花廳、大廳與左右廂房的大宅，之後又予以增建，成為九包五進之大宅:260。
石時榮在清嘉慶年至同治年間，府城的大小公眾事務捐輸都能見其紀錄，如道光十年的大天后宮、道光二十一年的北巷佛祖廟、道光二十五年的銀同祖廟、道光二十九年的大人廟、咸豐五年的普濟殿、咸豐六年的馬公廟。
日治時期初期，該宅邸因石家曾支援臺灣民主國抗日而面臨日人的拆毀，但後來據說日人因見咸豐四年（1854年）設於石氏宗祠內的育嬰堂，認為石家應非亂民而未拆毀宅邸:261。之後該宅邸又一度因市區改正和二次世界大戰而面臨拆毀，前者因覺石家建築拆之可惜而未予拆除，後者則因臺灣總督府文教局官員宮本延人介入而未將大宅拆毀改建防空洞:261。而在美軍後來的轟炸之中，該座宅邸又躲過遭炸毀的危機，不過仍留下了被機關槍掃射的彈痕:261。
二次大戰後，石鼎美古宅又先後因家族分產、闢建道路等因素面臨拆毀，但該座宅邸的主要部分仍保留了下來。:2611997年，石鼎美古宅居住人石萬壽向臺南市政府提出列級古蹟申請，於同年4月2日公告成為三級古蹟。

## 建築特色
石鼎美古宅坐南朝北，全盛時期面寬九間，有門廳、花廳、正廳、後廳四進:642。目前該宅保有的是初建的部分，格局仍然完整。宅邸內各種雕刻樸素不華，但仍相當精緻。而雖然此棟宅邸經過整修，但大部分建材依舊是原物。在花廳屋脊之上，書有「科名連捷」四字，應是紀念石家先祖石耀宗連中秀才、舉人之事:260。

## 傳說
- 下南河王爺救火：相傳約於1746年（乾隆十一年）左右，石家曾因祝融之災而險遭破產；某日，石家失火，五進的磚木建築大厝迅即陷於火海，眼看著火舌直逼石時榮藏放房地契、財貨、珠寶的第三進房厝，石家多年努大的心血與財富即將化為烏有之際，空中突然出現青面、黑面兩位天神前來協助滅火，石時榮見狀，慌忙下跪祈求神助，切勿令第三進建築被火燒掉；後來火勢被撲滅後，發現第三進建築竟然毫髮無損。 事後，石時榮欲答謝神恩，走訪府城各廟卻未見有青面、黑面神明，雖耿耿於懷但也只能敗興而歸。事隔多日，石時榮至向石家租地的盧氏所建的公館收租時，赫然發現當晚所見青面、黑面神明即是館內供奉的黃、包兩府千歲，心中無限歡欣；為了答謝兩位神明的救援滅火之恩，石時榮當下立即將盧氏族人向石家所租的地捐出來給盧氏族人作為廟地，並由盧氏族人及舊下南河、頂南河街、看西街、松仔腳等地的居民捐資創建南沙宮於南河港邊。[4]

## 外部連結
- 文化部文化資產局——臺南石鼎美古宅 （页面存档备份，存于），國家文化資產網。